# Le Pouvoir intellectuel en France
Le Pouvoir intellectuel en France est un ouvrage de l’écrivain et universitaire français Régis Debray, publié en 1979, aux éditions Ramsay. Cet ouvrage vient compléter un travail théorique intitulé Traité de médiologie, et a pour but d’analyser le pouvoir intellectuel en France, ses mutations à travers le temps et les nouveaux enjeux qui en découlent.

## Style et structure
Cet ouvrage analytique est découpé en 6 chapitres. Chaque partie sert à l’analyse du sujet de l’auteur, dans son ensemble, à savoir le pouvoir intellectuel en France. Dans le premier chapitre il est question de définir l'« intelligentsia » française, sous tous ses aspects. Dans le second chapitre, l’auteur distingue trois grandes périodes du parti intellectuel en France. Dans le troisième chapitre, l’auteur découpe et analyse la logique du pouvoir intellectuel. Dans le quatrième chapitre, l’auteur prend comme fil conducteur de son raisonnement « l’acoustique ». Dans le cinquième chapitre, Régis Debray déterminent les changements structurels de « l’intelligentsia » française, comprenant les nouvelles stratégies et la nouvelle logistique du pouvoir intellectuel. Pour finir, dans le sixième chapitre, l’auteur place l’intelligentsia dans un contexte de concurrence, avec les nouveaux enjeux de « l’animal intellectuel », avec ses principes et ses applications. 

## Résumé
L’auteur cherche, non pas à critiquer, mais bien à analyser, en même temps que la notion de « medium », récurrente dans l’ouvrage, la nouvelle technologie politique et culturelle engendrée par les « mass media » modernes. Il applique ses observations à une situation concrète, celle de « l’intelligentsia française moderne ». Selon l’auteur, « La médiocratie régnante constitue en France le pilier principal de la domination bourgeoise ». Les Nouvelles Technologies de l’Information et de la Communication avec les mass media notamment, ont transformé les mœurs et la structure même de la société. On assiste à « un appauvrissement du pouvoir intellectuel » qui se soumet aux règles marchandes, celles de la loi de l'offre et de la demande. Cette logique économique a considérablement bouleversé le paysage intellectuel français, ses fonctions, son statut, ses métiers.

## Citations
- « Un régime de domination qui marche à la communication, marche à l’intelligentsia. »
- « Les mass media ont fait sauter les clôtures de l’intelligentsia traditionnelle, et avec elles, ses normes d’appréciation et ses barèmes de valeur. Cette massification s’est logiquement accompagnée d’une atomisation des intellectuels. »